# هيكل خشبي

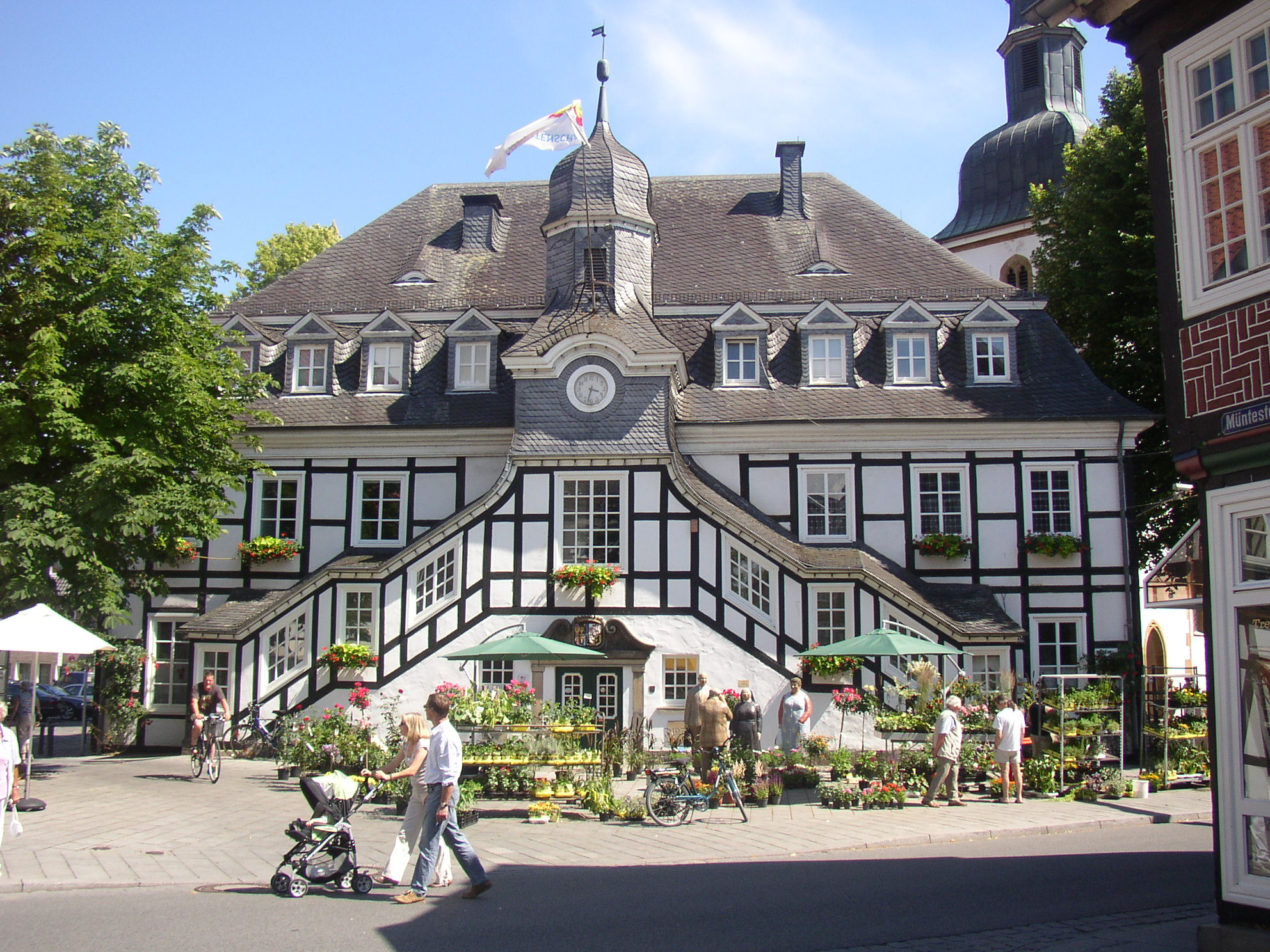
مبنى مجلس بلدية ريتبرغ، ألمانيا. وهو هيكل نصف خشبي يعود تاريخه لعام 1800 تقريبًا.

الهيكل الخشبي أو التأطير الخشبي  (بالإنجليزية: Timber framing) هو نظام إنشائي تقليدي يعتمد على استخدام الأخشاب الثقيلة في إنشاء الهياكل الإنشائيّة، إذ تشكّل جدرانًا وأسقف متينة مؤمَّنة بأوتاد خشبيّة كبيرة. يُطلق على هذه الهياكل اسم هيكل خشبي نصفي (بالإنجليزية: Half-timbering) في حال تم استخدام مواد غير أنشائيّة بين العناصر الخشبيّة للهيكل التي تعمل كجدران حاملة، حيث يتم ملئ الفراغات بين العناصر الخشبيّة كحشوة. كما إن تلك العناصر الخشبيّة تُترَك في كثير من الحالات مكشوفةً للخارج، وذلك لإغراض جماليّة وديكوريّة. يتم تصنيف أنماط الهياكل الخشبيّة غالبًا حسب نوع الأساس والجدران وطريقة ومكان تقاطع العوارض، واستخدام الأخشاب المُنحنية، والتفاصيل الإنشائيّة.
لقد استعملت طريقة البناء هذه منذ آلاف السنين في أجزاء كثيرة من العالم، وقد تطور العديد من أنماطها تاريخيًا. إلاّ أن هذا النظام الإنشائي كان مألوفًا جدًا في القرن التاسع عشر. وتُعد ألمانيا ودول إسكندنافيا من البلدان الأكثر شهرة بهذا النوع من العمارة، بالإضافة إلى مناطق أخرى من أوروبا وأمريكا الشماليّة وغيرها، حيث لا يزال الخشب يمثّل التاريخ والوعي البيئي والاستدامة في هذه المناطق، وفرصة لتقليل استخدام المواد الخام غير المتجددة وتقليل انبعاثات الكربون من منتجات البناء.
يمكن اختيار الخشب لتحقيق فكرة تصميميّة تسعى إلى استغلال التفاعل بين الهيكل والتعبير المعماري. ولقد أصبح من الممكن حاليًا بناء هياكل كبيرة من الخشب، وذلك باستخدام تقنيات البناء الحديثة، حيث إن للمباني الخشبيّة القدرة على التحمّل، فهي ذات عمر مديد كما أنه يسهل إلى حد كبير الحفاظ المعماري عليها وإدخال التعديلات عليها.

## معرض صور

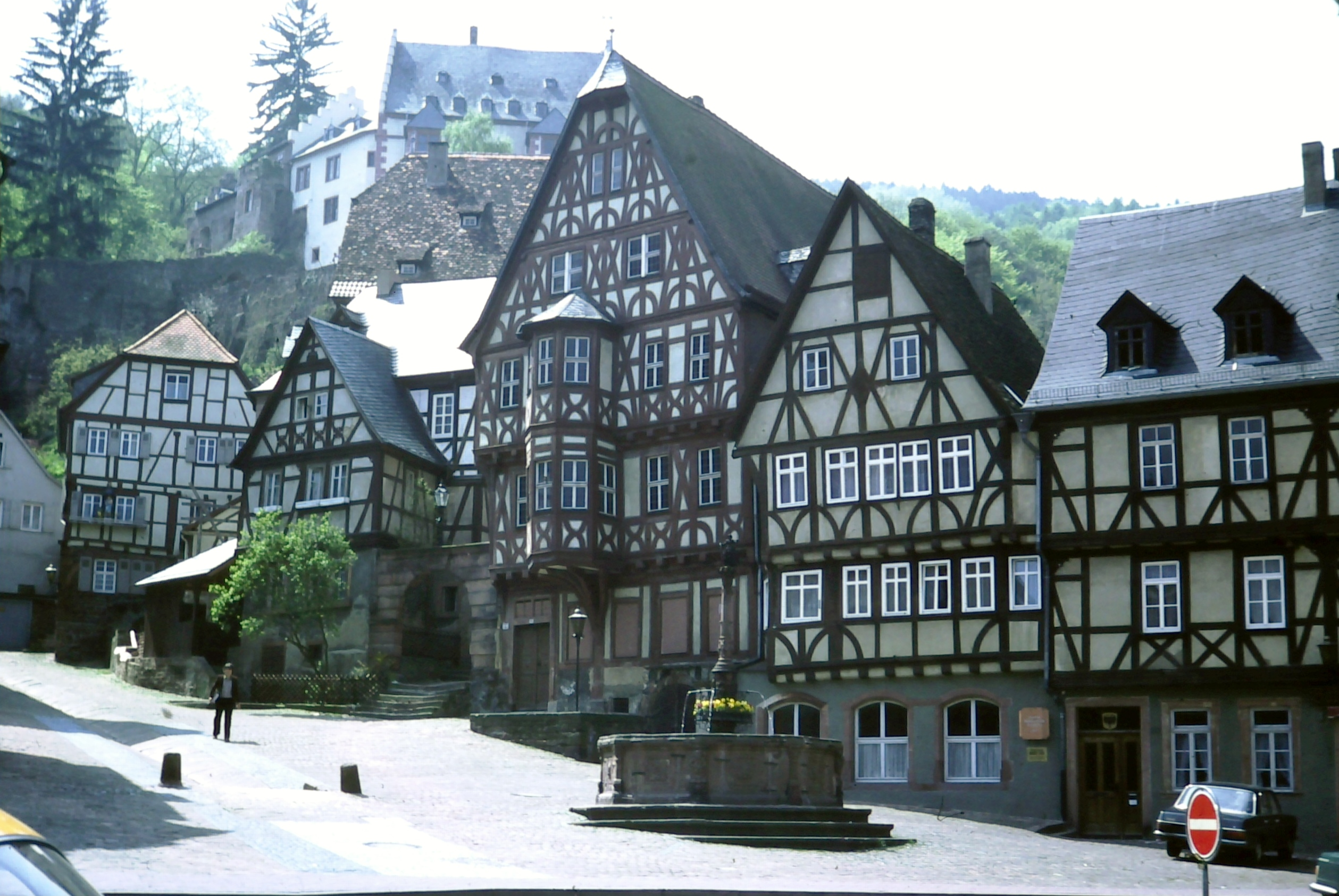
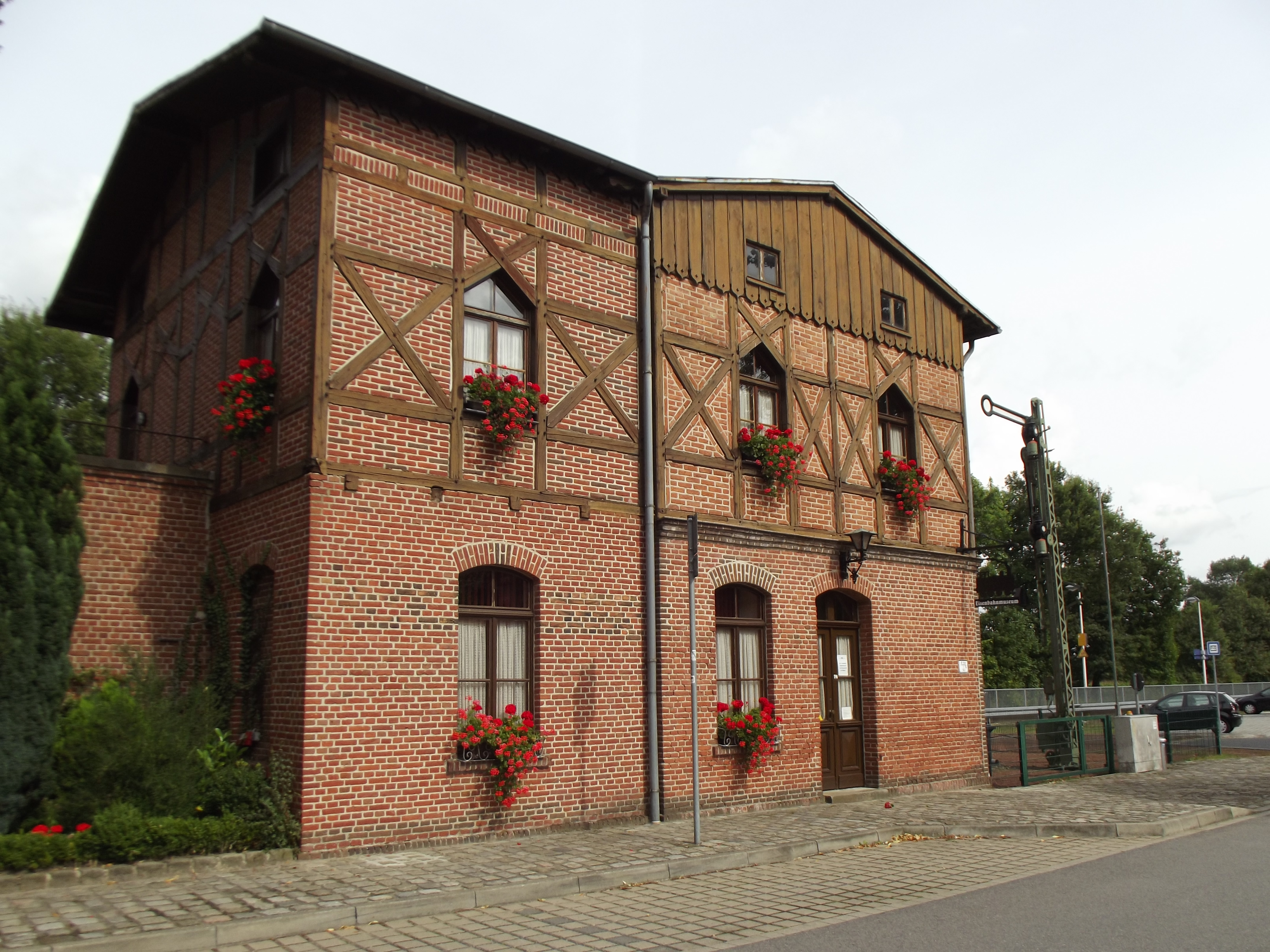
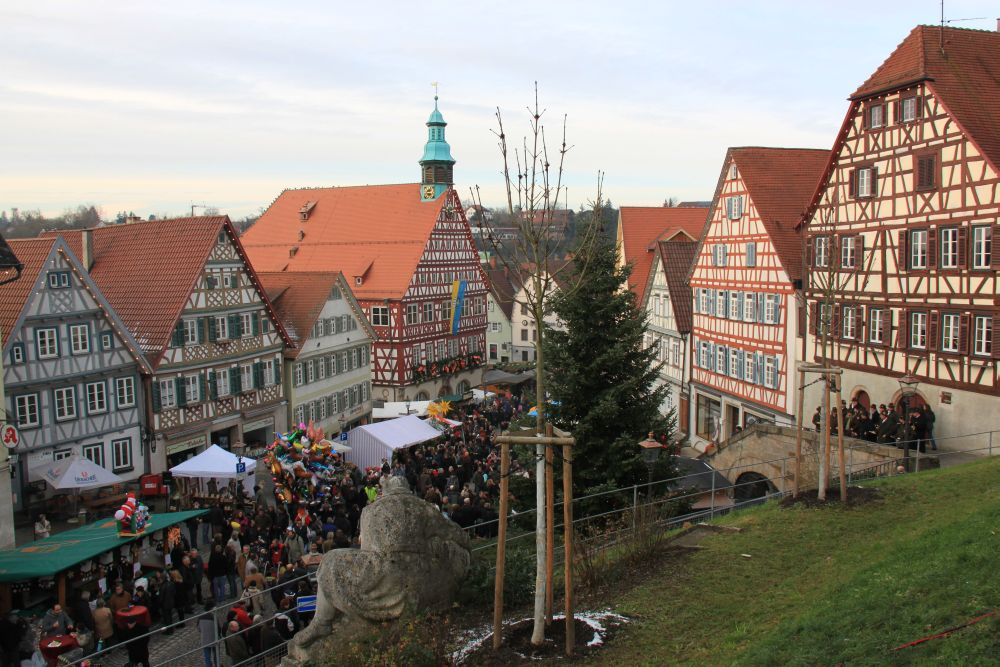

## وصلات خارجية
- Chisholm, Hugh, ed. (1911). "Half-timber Work" . Encyclopædia Britannica (بالإنجليزية) (11th ed.). Cambridge University Press. Vol. 12. p. 836.